# Ilegalita
Ilegalita (z lat. in-legalis, nezákonný) označuje stav, kdy nějaká osoba, skupina osob nebo organizace provádí soustavně[zdroj?] a vědomě nějakou zákonem nepovolenou (protiprávní) činnost. V politologickém významu označuje skupinu či organizaci, která působí utajeně a „mimo zákony“, proti vůli určitého státu.
Ve slabším významu se používá výraz underground ([andrgraund], angl.), což znamená podzemí, podzemní hnutí a často označuje umělecké hnutí, které nenásilně protestuje proti oficiální kultuře či společenským poměrům vůbec.

## Politologie
V moderní teorii společnosti se i politické uspořádání státu (politický režim) chápe jako výsledek dohod nebo sporů mezi různými názorovými či zájmovými skupinami občanů. Pokud nějaká skupina nebo organizace nemůže nebo nechce prosazovat svůj názor veřejně a zákonnými prostředky, může „odejít do ilegality“ nebo „do podzemí“ a provozovat svoji činnost utajeně. Může používat konspirační metody, právně kvalifikované jako spiknutí: její příslušníci se mohou skrývat, změnit si identitu a ve skrytu působit proti danému politickému režimu. Takové metody nemůže stát tolerovat, i když názory pronásledované skupiny nemusí být nemorální a vůči špatnému režimu mohou být dokonce legitimní (např. odboj).
V době míru se však i hnutí, která politický režim kritizují, snaží konflikt nevyhrocovat a užívat metody, které pokládají za legální. Hnutí za lidská práva v komunistických režimech v 70. a 80. letech trvala na tom, že zákony neporušují a že jejich cíle jsou ve prospěch státu. Československá prokuratura v lednu 1977 varovala mluvčí Charty 77, že se jejich činnost pohybuje „na hranici legality“, neoznačila ji však za ilegální. Německý sociolog Niklas Luhmann hovoří o „použitelné ilegalitě“ (brauchbare Illegalität) a vymezuje ji jako „jednání v organizaci nebo společenském systému, jež sice porušuje formální pravidla, pro cíle systému nebo jeho stabilitu je ale užitečné“.

## Ilegálové
Velký společenský problém představují v současných bohatých zemích nelegální přistěhovalci či ilegálové, kteří se někdy ucházejí o status uprchlíků. Z přísně právního hlediska mohou být vyhoštěni, humanitární organizace však upozorňují na jejich nouzi, zejména pokud jde o rodiny s dětmi, a zasazují se o jiná řešení.